# Anya Taylor-Joy
Anya Josephine Marie Taylor-Joy (Miami, 1996. április 16. –) Golden Globe-díjas amerikai születésű brit-argentin színésznő.

## Fiatalkora
Floridában született, hat gyermek közül a legfiatalabbként. Édesanyja dél-afrikai és spanyol származású angol, aki fényképezéssel és belsőépítészettel foglalkozik; édesapja skót-argentin, volt nemzetközi bankár. Taylor-Joy csecsemő korában költözött Buenos Airesbe, és csak spanyolul beszélt, mielőtt hatévesen Londonba költöztek. A kensingtoni Hill House előkészítő iskolába, majd az argentin Northlands iskolába és a londoni Queen's Gate iskolába járt. Képzett balett-táncos.

## Pályafutása
Miután  A boszorkány (2015) című horrorfilmes debütálásával kivívta a kritikusok elismerését, főszereplőként további pozitív kritikákat kapott M. Night Shyamalan Széttörve (2016) lélektani horrorfilmjében és annak 2019-es Üveg című folytatásában. Szerepelt a Telivérek (2017) című fekete komédiában és Jane Austen regényhősének, Emma Woodhouse-nak a szerepében is feltűnt az Emma című vígjáték-drámában (2020).
2017-ben a BBC A babaház úrnője című drámai minisorozatában főszerepelt, 2019-ben játszott a Birmingham bandája bűnügyi sorozatban, valamint A Sötét Kristály – Az ellenállás kora című Netflix-fantasysorozatban. A Netflix A vezércsel (2020) című minisorozatának főszerepével további kritikai elismeréseket szerzett.
Taylor-Joy a 2017-es Cannes-i filmfesztivál Chopard Trófea győztese volt, és BAFTA Rising Star Award-jelölést is kapott.

## Filmográfia

### Film
| Év   | Magyar cím                      | Eredeti cím                    | Szerep                     | Magyar hang   | Rendező                 |
| ---- | ------------------------------- | ------------------------------ | -------------------------- | ------------- | ----------------------- |
| 2014 | Vámpírakadémia (törölt jelenet) | Vampire Academy                | etetőlány                  |               | Mark Waters             |
| 2014 | Vikingek csatája                | Viking Quest                   | Mani                       | Dögei Éva     | Todor Chapkanov         |
| 2015 | A boszorkány                    | The Witch                      | Thomasin                   | Csifó Dorina  | Robert Eggers (1.)      |
| 2016 | Morgan                          | Morgan                         | Morgan                     | Csifó Dorina  | Luke Scott              |
| 2016 | Barry                           | Barry                          | Charlotte Baughman         |               | Vikram Gandhi           |
| 2016 | Széttörve                       | Split                          | Casey Cooke                | Csuha Borbála | M. Night Shyamalan (1.) |
| 2017 | Menedék                         | El secreto de Marrowbone       | Allie                      | Pánics Lilla  | Sergio G. Sánchez       |
| 2017 | Telivérek                       | Thoroughbreds                  | Lily                       | Csifó Dorina  | Cory Finley             |
| 2018 |                                 | Crossmaglen (rövidfilm)        | Ana                        |               | Beau Ferris             |
| 2019 | Üveg                            | Glass                          | Casey Cooke                | Csuha Borbála | M. Night Shyamalan (2.) |
| 2019 |                                 | Love, Antosha (dokumentumfilm) | önmaga                     |               | Garret Price            |
| 2019 | Playmobil: A film               | Playmobil: The Movie           | Marla Brenner (hangja)     | Csifó Dorina  | Lino DiSalvo            |
| 2019 | Radioaktív                      | Radioactive                    | Irène Joliot-Curie         | Csuha Borbála | Marjane Satrapi         |
| 2020 | Emma                            | Emma                           | Emma Woodhouse             | Sodró Eliza   | Autumn de Wilde         |
| 2020 | Ezek a fiatalok                 | Here Are the Young Men         | Jen                        | Fritz Éva     | Eoin Macken             |
| 2020 | Az új mutánsok                  | The New Mutants                | Illyana Raszputyin / Magik | Csuha Borbála | Josh Boone              |
| 2021 | Utolsó éjszaka a Sohóban        | Last Night in Soho             | Sandy                      | Földes Eszter | Edgar Wright            |
| 2022 | Az Északi                       | The Northman                   | Olga                       | Nagy Katica   | Robert Eggers (2.)      |
| 2022 | Amszterdam                      | Amsterdam                      | Libby Voze                 | Sodró Eliza   | David O. Russell        |
| 2022 | A menü                          | The Menu                       | Margot                     | Sodró Eliza   | Mark Mylod              |
| 2023 | Super Mario Bros.: A film       | The Super Mario Bros. Movie    | Peach hercegnő (hangja)    | Mentes Júlia  | Aaron Horvath           |
| 2023 | Super Mario Bros.: A film       | The Super Mario Bros. Movie    | Peach hercegnő (hangja)    | Mentes Júlia  | Michael Jelenic         |
| 2024 | Dűne: Második rész              | Dune: Part Two                 | Alia Atreides (cameo)      | Rudolf Szonja | Denis Villeneuve        |
| 2024 | Furiosa: Történet a Mad Maxből  | Furiosa: A Mad Max Saga        | Furiosa imperátor          | Sodró Eliza   | George Miller           |
| 2025 | A szurdok                       | The Gorge                      | Drasa                      |               | Scott Derrickson        |

### Televízió
| Év        | Magyar cím                            | Eredeti cím                         | Szerep                    | Megjegyzések                                                                 |
| --------- | ------------------------------------- | ----------------------------------- | ------------------------- | ---------------------------------------------------------------------------- |
| 2014      | Oxfordi gyilkosságok                  | Endeavour                           | Philippa Collins-Davidson | 1 epizód                                                                     |

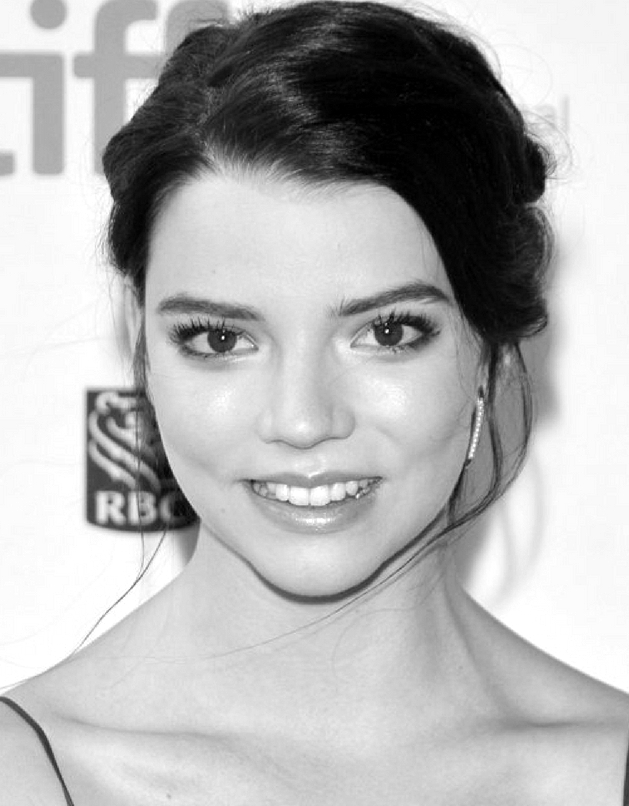
2017-ben

| 2015      | Vikingek csatája                      | Viking Quest                        | Mani                      | - fiktív tévésorozat a Törtetők című sorozatban - magyar hangja: - Dögei Éva |
| 2015      |                                       | Atlantis                            | Cassandra                 | 5 epizód                                                                     |
| 2017      | A babaház úrnője (Élet a babaházban)  | The Miniaturist                     | Petronella "Nella" Brandt | - minisorozat - főszereplő (3 epizód) - magyar hangja: - Csifó Dorina        |
| 2019      | A Sötét Kristály – Az ellenállás kora | The Dark Crystal: Age of Resistance | Brea (hangja)             | - főszereplő (10 epizód) - magyar hangja: - Sipos Eszter Anna                |
| 2019–2022 | Birmingham bandája                    | Peaky Blinders                      | Gina Gray                 | főszereplő (6 epizód)                                                        |
| 2020      | A vezércsel                           | The Queen's Gambit                  | Beth Harmon               | főszereplő                                                                   |
| 2021      | Saturday Night Live                   | Saturday Night Live                 | önmaga (házigazda)        | 1 epizód                                                                     |

### Videóklipek
| Év   | Előadó                                        | Cím                       | Szerep  |
| ---- | --------------------------------------------- | ------------------------- | ------- |
| 2015 | Good Times Ahead (Sam Bruno közreműködésével) | Red Lips (Skrillex Remix) | lány    |
| 2019 | Hozier                                        | Dinner & Diatribes        | feleség |

## Fordítás
- Ez a szócikk részben vagy egészben  az   Anya Taylor-Joy című angol Wikipédia-szócikk ezen változatának fordításán alapul.  Az eredeti cikk szerkesztőit annak laptörténete sorolja fel. Ez a jelzés csupán a megfogalmazás eredetét és a szerzői jogokat jelzi, nem szolgál a cikkben szereplő információk forrásmegjelöléseként.